# يقصورئيل
يازكورئيل، أو يقصورئيل، كان الملك الأشوري الرابع والعشرين من وفقا لقائمة ملوك آشور الذي ذكر فيها أنه الثامن من أصل ثمانية عشرة في القسم الخاص «بالملوك المعروفين الأب» والذي سمي بقائمة ملوك الأسلاف. وكثيرا ما تم تفسيره على أنها قائمة أسلاف الملك الأموري شمشي أدد الأول (فلوريدا.  ج.  1809 م) الذي غزا مدينة آشور. وتذكر قائمة الملوك أنه ابن وخليفة الملك ياكا ميني. وأنه والد إيلا كبكابو الذي خلفه في الحكم.